# Operator (singel Blue System)
Operator – drugi singel promujący ósmy album niemieckiego zespołu Blue System, Backstreet Dreams. Singel został wydany 21 czerwca 1993 roku przez wytwórnię Hansa International.

## Lista utworów
7" (Hansa 74321-14791-7) (BMG) 21.06.1993
| Nr | Tytuł                               | Długość |
| -- | ----------------------------------- | ------- |
| 1. | Operator (New Recorded Single Edit) | 3:13    |
| 2. | Ballerina Girl                      | 3:50    |

12" (Hansa 74321-14791-1) (BMG) 21.06.1993
| Nr | Tytuł                                | Długość |
| -- | ------------------------------------ | ------- |
| 1. | Operator (New Recorded Long Version) | 5:20    |
| 2. | Operator (New Recorded Trend Mix)    | 3:21    |
| 3. | Operator (New Recorded Single Edit)  | 3:13    |
| 4. | Ballerina Girl                       | 3:50    |

CD (Hansa 74321-14791-2) (BMG) 21.06.1993
| Nr | Tytuł                                | Długość |
| -- | ------------------------------------ | ------- |
| 1. | Operator (New Recorded Single Edit)  | 3:13    |
| 2. | Operator (New Recorded Long Version) | 5:20    |
| 3. | Operator (New Recorded Trend Mix)    | 3:21    |
| 4. | Ballerina Girl                       | 3:50    |

## Lista przebojów (1993)
| Państwo | Szczytowe Miejsce |
| ------- | ----------------- |
| Niemcy  | 87                |

## Autorzy
- Muzyka: Dieter Bohlen
- Autor Tekstów: Dieter Bohlen
- Wokalista: Dieter Bohlen
- Producent: Dieter Bohlen
- Aranżacja: Dieter Bohlen
- Współproducent: Luis Rodriguez